# Heinrich Hopff

Heinrich Hopff

Heinrich Hopff (* 19. Oktober 1896 in Kaiserslautern; † 16. Juli 1977 in Chalais; ab 1968 heimatberechtigt in Küsnacht) war ein aus Deutschland stammender Schweizer Chemiker.

## Leben
Heinrich Hopff war der Sohn des Geschäftsinhabers Arthur und der Rosa, geborene Fischer. Im Jahre 1924 heiratete er Ida Adelheid Klein aus Küsnacht. 1914 wurde er im Ersten Weltkrieg verwundet. Nach dem Abitur studierte er von 1916 bis 1921 Chemie an der Universität München und machte seine Promotion bei Kurt H. Meyer. Von 1921 bis 1952 war er als Forscher bei der deutschen Chemiefabrik BASF in Ludwigshafen und ab 1938 als Vorstand des Zwischenprodukte- und Kunststofflaboratoriums tätig. Im Jahre 1947 erhielt er einen Lehrauftrag und arbeitete 1951 als ausserordentlicher Professor an der Johannes Gutenberg-Universität Mainz. Von 1952 bis 1967 war er ordentlicher Professor für organische chemische Technologie an der ETH Zürich.
Heinrich Hopff entwickelte vor allem licht- und waschechte Farbstoffe und beschäftigte sich mit den technologischen Problemen bei der Produktion von Kunststoffen und Synthesefasern. Er erhielt rund 300 Patente sowie die Lavoisier-Medaille der Société Chimique de France.

## Werke (Auswahl)
- mit Alfred Müller und Friedrich Wenger: Die Polyamide. Berlin; Göttingen; Heidelberg: Springer-Verlag 1954.
- Künstliche organische Farbstoffe. Zusammengestellt auf Grund der Vorlesungen von Heinrich Hopff. Zürich: Vereinigung der Chemiestudierenden an der Eidg. Techn. Hochschule 1956.